# Stara Hercegovina

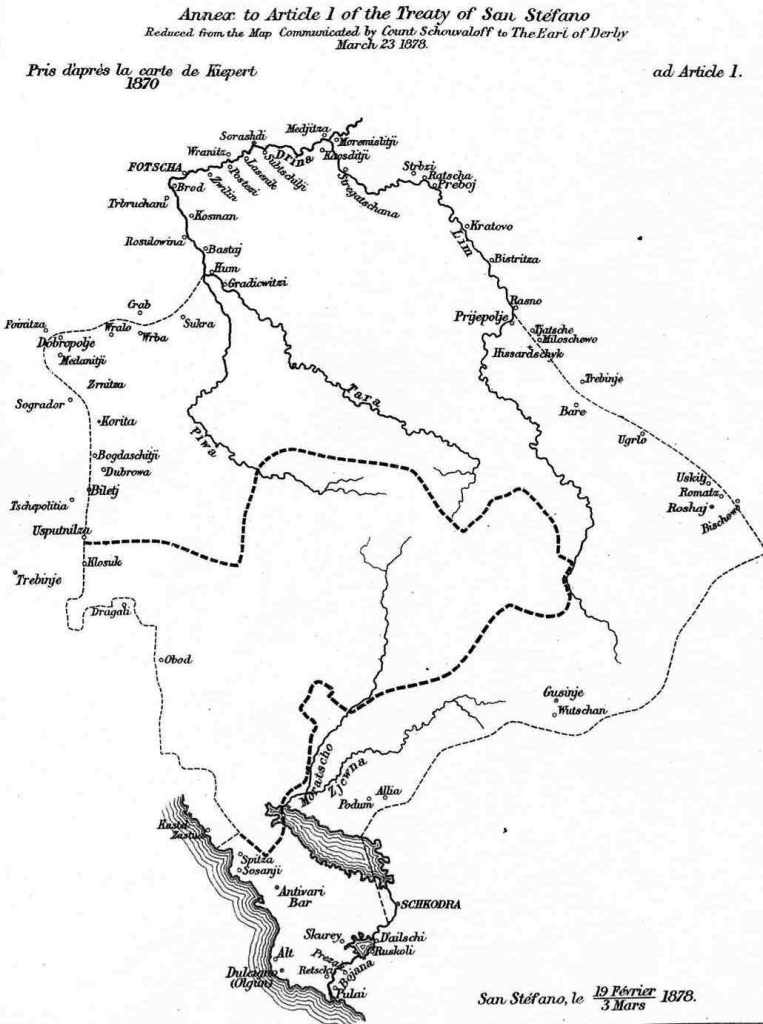
Hranice Černé Hory podle Sanstefanské mírové smlouvy

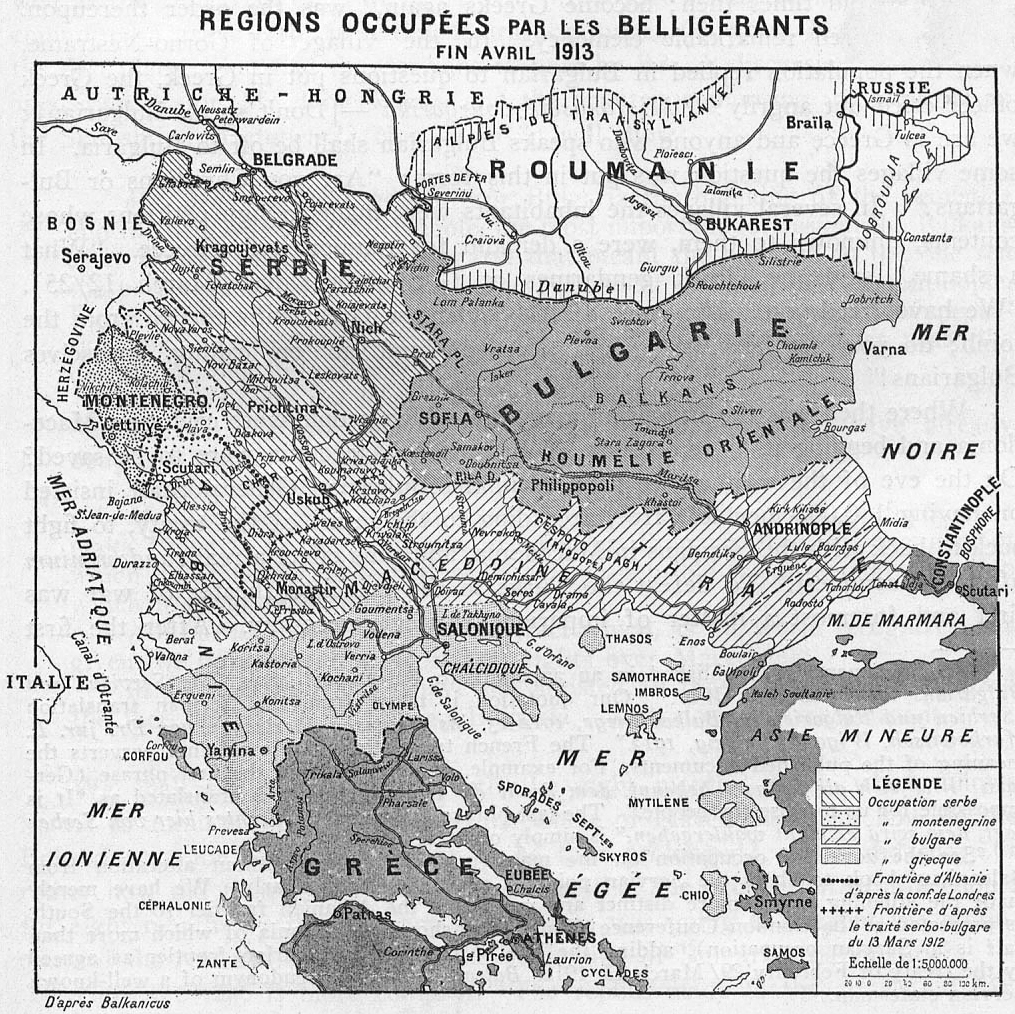
Území Osmanské říše obsazená válčícími stranami během první balkánské války

Stara Hercegovina je lidové pojmenování hercegovské oblasti Osmanské říše, která byla v roce 1878 podle I. článku Sanstefanské mírové smlouvy připojena ke knížectví Černé Hory, kde tvoří jeho severní část. Uvedený článek smlouvy popsal nové hranice Černé Hory a byl doplněn mapou zachycující připojované území. Berlínský kongres ponechal I. článek Sanstefanské smlouvy beze změny a uznal nezávislost Černé Hory.
Po první balkánské válce bylo k Černé Hoře rozhodnutím Londýnské mírové konference připojeno i bývalé hercegovské území kolem města Pljevlja, které bylo do té doby součástí Novopazarského sandžaku, koridoru, který spojoval osmanské území s Bosnou a Hercegovinou.